# (1924) Horus
(1924) Horus (4023 P-L) – planetoida z pasa głównego asteroid okrążająca Słońce w ciągu 3,58 lat w średniej odległości 2,34 j.a. Odkryta 24 września 1960 roku.